# DJ Snowman
Pour les articles homonymes, voir Snowman.
Thomas Baira, connu sous le nom de DJ Snowman, est un producteur et DJ de trance suisse.

## Discographie

### Singles
- 1996 : Cocaine Kiss
- 1997 : Passion & Pain
- 1998 : Dream Culture
- 1999 : Waves
- 2000 : Evolution Theme
- 2001 : Skydiver
- 2009 : Back on Track

### Albums
- 1999 : Skydiver
- 2001 : Skydiver (The Second Life)
- 2001 : Skydiver - Phase III
- 2003 : Hardliner
- 2003 : Trance Empire
- 2004 : Best Of Remember - Phase 1
- 2004 : Best of Remember - Phase 2
- 2004 : Gold Edition
- 2005 : Supernatural
- 2006 : Acoustic Revolution
- 2006 : The Best Of Remember Trance Phase.03
- 2007 : Dreamscape
- 2010 : The Godfathers

### Compilations
- 1996 : Street Parade Mix (avec DJ Mind-X)
- 1997 : Friendship (avec DJ Mind-X)
- 1997 : Harem Compilation Vol. 1 (avec Mind-X)
- 1998 : Trancesetters (avec Mind-X)
- 1998 : Live at Energy 98
- 1998 : Evolution 7
- 1999 : Cubik 99
- 1999 : Live at Energy 99
- 2000 : Evolution 8
- 2000 : Friendship Records 1
- 2000 : Goliath vs. Evolution
- 2000 : Live at Energy 99 Millennium
- 2001 : Evolution 9
- 2001 : Evolution 10
- 2001 : Friendship Records 2
- 2001 : Live at Energy 01
- 2002 : Live at Energy 02
- 2002 : Evolution 11
- 2002 : Twix It's All In The Mix
- 2004 : Goliath Tour 2004 (avec Lady Tom)
- 2005 : The Official Starz Compilation (avec DJ Blackmail)
- 2006 : Energy 06 (DJ Energy / Mind-X meets Snowman)